# Ljubibratići
Ljubibratići, jedno od hercegovačkih crnogorskih plemena porijeklom iz Trebinja i Konavala. U 14. i 15. stoljeću Sastojali su se od dva glavna ogranka, Kudelinovića i Bogdančića.
Spominje ih Andrija Kačić Miošić koji za njih kaže da su „veliko hercegovačko pleme, čija starina potiče iz 14. vijeka”. Bili su poznato srednjovjekovno vlasteosko bratstvo. Prezime se očuvalo do danas, a imaju i brojne ogranke.